# Restaurangmeny

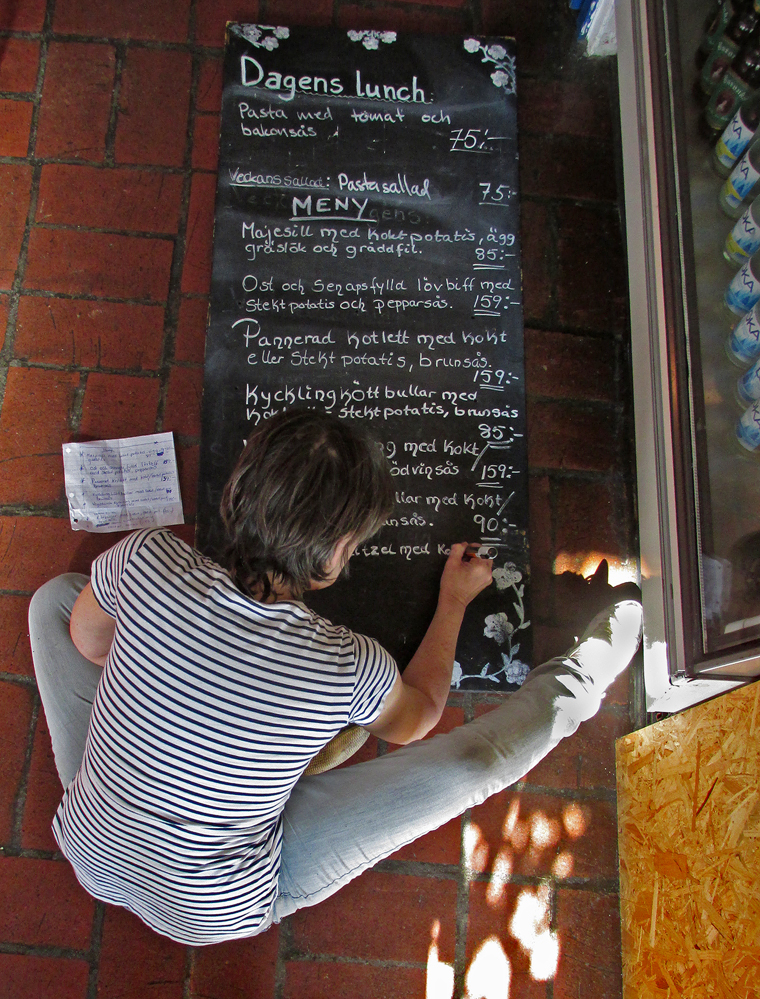
Dagens meny skrivs på en tavla. Ystad 2016.

En restaurangmeny, även kallad meny och matsedel, är en lista över vilka maträtter och drycker en restaurang har att erbjuda och till vilket pris. 
Vid sidan av den egentliga fasta menyn (à la carte) förekommer ofta erbjudanden som växlar från dag till dag (framförallt dagens lunch) eller för en kortare tid. Det är också vanligt med skild lista, åtminstone för viner och relaterade drycker.
En matsedel kan även förekomma i andra miljöer än på restaurang.